# La vie dangereuse
La vie dangereuse è un cortometraggio del 1902 diretto da Ferdinand Zecca.